# The Fox (Album)
The Fox (dt. „Der Fuchs“) ist das 15. Studioalbum des britischen Sängers und Komponisten Elton John.

## Hintergrund
Fünf Aufnahmen dieses Albums stammten noch aus den Sessions für 21 at 33 und ebenso die B-Seiten der veröffentlichten Single-Auskopplungen. Wie beim vorherigen Album stammten immer noch die wenigsten Texte aus der Feder von Bernie Taupin.
Bevor John im September seine 1980 World Tour startete und für das restliche Jahr vor allem in den USA und Australien auftrat, spielte er zu den bereits vorhandenen Aufnahmen aus dem Vorjahr noch ein weiteres halbes Dutzend Lieder ein.
Einer der ersten Titel, den John mit Taupin nach Jahren der Trennung wieder komponierte, war The Fox, der auch dem Album seinen Namen geben sollte. John selbst ist The Fox. In dem Lied geht es darum, wie er amerikanische Kritiker ignoriert, die seine Musik schlecht reden. Seine Nachricht lautete, er würde niemals das Musikmachen aufgeben, nur weil denen seine Musik missfiele und ihn aufforderten, die Konzertbühne endgültig zu verlassen.

## Visions – Die Videos zum Album
1982 kam ergänzend zum Album die Video-Sammlung Visions auf den Markt. Produziert von Alan Schoenberger und unter der Regie von Russel Mulcahy wurde zu allen Titeln ein Video gedreht und in einer knappen Rahmenhandlung verknüpft. Angeboten wurde das Video nicht nur im damals populären Videoformat VHS, sondern auch auf dem noch jungen Medium Laserdisc. Offiziell wurden die Videos seit damals nicht erneut veröffentlicht, sind jedoch auf YouTube leicht zu finden.
Wiederholt wurde darüber berichtet, dass Elton's Song in einigen Ländern nicht im Radio gespielt wurde. Auch die in Großbritannien vertriebene Version von Visions enthielt den Titel nicht, weil der gezeigte Inhalt mit Homosexualität in Verbindung gebracht wurde.

## Rezeption
Während eine Reihe der Lieder von The Fox aus den Aufnahme-Sessions des außergewöhnlichen Albums 21 At 33 stammten, ist es schade, dass es der Funke dieses Albums nicht auf The Fox geschafft hat. Das soll nicht heißen, dass The Fox einfach ein schlechtes Album ist, aber es ist nur eine Sammlung von B-Seiten.

## Titelliste

### LP

#### Seite 1
1. Breaking Down Barriers (John, Gary Osborne) – 4:42**
2. Heart in the Right Place (John, Osborne) – 5:15*
3. Just Like Belgium (John, Bernie Taupin) – 4:10**
4. Nobody Wins (Jean-Paul Dreau, Osborne) – 3:40**
5. Fascist Faces (John, Taupin) – 5:12**

#### Seite 2
1. Carla/Etude (John) – 4:46*
2. Fanfare (John, James Newton Howard) – 1:26*
3. Chloe (John, Osborne) – 4:40*
4. Heels of the Wind (John, Taupin) – 3:35**
5. Elton's Song (John, Tom Robinson) – 3:02*
6. The Fox (John, Taupin) – 5:20**

(*): Produziert von John und Clive Franks und eingespielt im August und Dezember 1979 sowie im Januar 1980 gemeinsam mit den Aufnahmen für das Album 21 at 33.
(**): Produziert von Chris Thomas für das Album The Fox.

## B-Seiten
| Titel                                                            | A-Seite                   |
| ---------------------------------------------------------------- | ------------------------- |
| Fools in Fashion*                                                | Nobody Wins 7" (US/UK)    |
| Nobody Wins                                                      | Nobody Wins 12" (US)      |
| Je Veux De La Tendresse (Französisches Original von Nobody Wins) | Nobody Wins 12" (US)      |
| Can't Get Over Getting Over Losing You*                          | Just Like Belgium 7" (UK) |
| Tortured*                                                        | Chloe 7" (US)             |

(*): Produziert von John und Clive Franks und eingespielt im August und Dezember 1979 sowie im Januar 1980 gemeinsam mit den Aufnahmen für das Album 21 at 33.

## Besetzung
Die verwendete Nummerierung bezieht sich auf die Reihenfolge der Lieder auf der CD.
- Elton John – Gesang, Begleitstimme (1, 2, 4, 5, 9), Klavier (1–3, 5, 6, 8–11),
- Ronald Baker – Begleitstimme auf „The Fox“
- Colette Bertrand – Französische Stimme auf „Just Like Belgium“
- Carl Carwell – Begleitstimme auf „The Fox“
- Chuck Cissel – Begleitstimme auf „The Fox“
- Bill Champlin – Begleitstimme (1, 8, 9), Tamburin auf „Chloe“ und „Heels of the Wind“
- James Cleveland – Sprecher und Chorleiter auf „Fascist Faces“
- Cornerstone Baptist Church Choir – Chor auf „Fascist Faces“
- Victor Feldman – Perkussion auf „Fanfare“ und „Chloe“
- Clarence Ford – Begleitstimme auf „The Fox“
- Roy Galloway – Begleitstimme auf „The Fox“
- Jimmy Gilstrap – Begleitstimme auf „The Fox“
- Venette Gloud – Begleitstimme auf „Breaking Down Barriers“ und „Heels of the Wind“
- Max Carl – Begleitstimme auf „Chloe“
- Jim Horn – Altsaxophon auf  „Just Like Belgium“
- Roger Linn – Programmierung auf „Nobody Wins“
- John Lehman – Begleitstimme auf „The Fox“
- Tamara Matoesian, jetzt Tamara Champlin – Begleitstimme auf „Breaking Down Barriers“ und „Heels of the Wind“
- Reggie McBride – Bassgitarre (2, 8)
- Dee Murray – Bassgitarre (1, 3, 5, 9, 11), Begleitstimme auf „Chloe“
- James Newton Howard – Synthesizer (1–4, 7, 9, 10), Vocoder (2), Programmierung (4, 10), Klavier, Fender Rhodes (8), Hammondorgel (11)
- Marty Paich – Geigenarrangement auf „Chloe“
- Nigel Olsson – Schlagzeug (1, 3, 5, 9, 11)
- Gary Osborne – Begleitstimme auf „Chloe“
- Mickey Raphael – Harmonica auf „The Fox“
- Stephanie Spruill – Tamburin und Begleitstimme auf „Breaking Down Barriers“ und „Heels of the Wind“
- Alvin Taylor – Schlagzeug (2, 8)
- Oren Waters – Begleitstimme auf „The Fox“
- Richie Zito – Gitarre (1, 3, 5, 9, 11)
- London Symphony Orchestra – Geigen auf „Carla/Etude“ und „Chloe“
- Jeff Porcaro – Schlagzeugprogrammierung (5)[6]
- Steve Porcaro – Synthesizer(5)[6]
- Steve Lukather – Gitarre (9)[6]

## Produktion
- Produzenten: Chris Thomas (Titel 1, 3–5, 9, 11); Clive Franks and Elton John (Titel 2, 6–8, 10).
- Toningenieur: Bill Price
- Ingenieurassistenz: Karen Siegel
- Art Director: Richard Seireeni
- Fotografie: Eric Blum
- Elton-John-Foto: Terry O’Neill